# Gleiszellen-Gleishorbach
Gleiszellen-Gleishorbach is een plaats in de Duitse deelstaat Rijnland-Palts, en maakt deel uit van de Landkreis Südliche Weinstraße.
Gleiszellen-Gleishorbach telt 811 inwoners.

## Bestuur
De plaats is een Ortsgemeinde en maakt deel uit van de Verbandsgemeinde Bad.